# La caja de Pandora (historieta)
La caja de Pandora es el octavo álbum de la historieta Superlópez, está dividido en ocho capítulos que son En el Olimpo hay reunión..., La casa embrujada, Cita en el espacio, Una copa de buena voluntad, Los unos y los otros, Entre pirámides..., Situación muy crítica... y La última caja.
Este álbum es valorado por Jan como el mejor de la historieta. El autor intentó mostrar con esta obra un valor pedagógico mostrando las distintas mitologías universales.

## Trayectoria editorial
En Alemania, donde el personaje recibió el nombre de Super-Meier, la editorial Condor Verlag publicó en 1984 los primeros capítulos de esta aventura en su décimo número, utilizando para la portada una realizada por Jan que no se publicó en España, mientras que los números finales en el undécimo.